# رنگینک بال‌طلایی
رنگینک بال‌طلایی (نام علمی: Masius chrysopterus) نام یک گونه از تیره رنگینک است.